# Pinalia pachyphylla
Pinalia pachyphylla är en orkidéart som först beskrevs av Leonid Vladimirovitj Averjanov, och fick sitt nu gällande namn av Sing Chi Chen och Jeffrey James Wood. Pinalia pachyphylla ingår i släktet Pinalia och familjen orkidéer. Inga underarter finns listade i Catalogue of Life.